# Diamond Records

Diamond-Plattenhülle

Diamond Records war eine Schallplattenfirma, die von 1961 bis 1971 in New York existierte und auf dem Popmusik-Sektor tätig war.

## Geschichte
Diamond Records wurde 1961 von den polnischstämmigen Brüdern Joe und Phil Kolsky in New York City gegründet. Der Firmensitz befand sich im Gebäude 1650 Broadway. Während Joe Kolsky als Präsident fungierte, übernahm sein Bruder das künstlerische Management. Diamond begann seine Produktion im Herbst 1961 und brachte unter der Katalognummer 101 die erste Single heraus: Ev'ry Step Of The Way / Keep Me On Your Mind mit Kevin McQuinn. Es dauerte bis zum Juli 1962, ehe sich mit dem Song Ben Crazy von Dickie Goodman (Nr. 119) auf Rang 44 erstmals ein Diamond-Titel in den Billboard Hot 100 platzieren konnte. Den größten Erfolg seiner Geschichte erzielte die Plattenfirma bereits wenige Wochen später, als Johnny Thunder mit Loop De Loop Platz vier erreichte.
Erfolgreichster Interpret bei Diamond war Ronnie Dove. Seine Erfolgsstrecke begann 1964 mit dem Titel Say You, mit dem er auf Platz 40 der Hot 100 landete. Bis 1969 konnte er sich mit 20 Diamond-Produktionen in den Hot 100 platzieren. Seine beiden Platz-14-Titel Right or Wrong und One Kiss for Old Times' Sake gehörten neben Johnny Thunders Loop De Loop zu den erfolgreichsten Diamond-Singles. Neben Dove und Thunder gehörte auch Ruby Winters zu den Erfolgsinterpreten bei Diamond, die insbesondere in den Rhythm and Blues-Charts gute Platzierungen erreichte. 1969 war sie dort mit vier Titeln vertreten, der Song I Don't Want to Cry war mit Rang 15 am besten notiert. Ein kurzes Gastspiel gab Bobby Vinton bei Diamond. Kurz nach seinem Nummer-eins-Hit Roses Are Red, veröffentlicht bei Epic Records, brachte Diamond im Sommer 1962 unter der Nr. 121 den Titel I Love You the Way You Are mit Bobby Vinton heraus, der es bis zum Platz 38 in den Hot 100 brachte. Mehr Vinton-Aufnahmen gab es bei Diamond nicht, da Epic seine Vertragsrechte geltend machte. Eine weitere Eintagsfliege war Mitch Miller, der 1968 mit der Single Dear World / One Person (Nr. 251) seine einzige und erfolglose Diamond-Produktion herausbrachte.
1969 wurde Diamond Records an die Edwin H. Morris Corporation verkauft, die bereits Eigner von Columbia Records war. Unter der Katalognummer 271 (Ronnie Dove – Chains Of Love / If I Live To Be A Hundred) wurde 1970 die letzte Diamond-Single veröffentlicht, danach wurde die Firma erneut verkauft, diesmal an die Certron Corporation. Diese nahm den Markennamen Diamond vom Markt. Unter dem Label Diamond waren zwischen 1961 und 1970 171 Singles und acht Langspielplatten, sieben mit Ronnie Dove und eine mit Johnny Thunder, veröffentlicht worden. Ronnie Dove erwarb 1987 die Rechte an seinen  Diamond-Titeln und brachte selbst noch einmal zwei Single mit dem Diamond-Label unter den Nummern 378 und 379 heraus.

## Diamond bei Billboard Hot 100

Erfolgs-Single Nr. 129:
Johnny Thunder -
Loop De Loop

| Jahr | Titel                               | Interpret      | Kat.Nr. | Rang |
| ---- | ----------------------------------- | -------------- | ------- | ---- |
| 1962 | Ben Crazy                           | Dickie Goodman | 119     | 44.  |
| 1962 | I Love You the Way You Are          | Bobby Vinton   | 121     | 38   |
| 1962 | Loop De Loop                        | Johnny Thunder | 129     | 4.   |
| 1963 | Charlie Russo                       | Preacherman    | 131     | 92.  |
| 1964 | Say You                             | Ronnie Dove    | 167     | 40.  |
| 1964 | Right or Wrong                      | Ronnie Dove    | 173     | 14.  |
| 1965 | One Kiss for Old Times' Sake        | Ronnie Dove    | 179     | 14.  |
| 1965 | A Little Bit of Heaven              | Ronnie Dove    | 184     | 16.  |
| 1965 | I'll Make All Your Dreams Come True | Ronnie Dove    | 188     | 21.  |
| 1965 | Kiss Away                           | Ronnie Dove    | 191     | 25.  |
| 1965 | Everybody Do the Sloopy             | Johnny Thunder | 192     | 67.  |
| 1966 | When Liking Turns to Loving         | Ronnie Dove    | 195     | 18.  |
| 1966 | Let's Start All Over Again          | Ronnie Dove    | 198     | 20.  |
| 1966 | Cry                                 | Ronnie Dove    | 214     | 18.  |
| 1966 | Happy Summer Days                   | Ronnie Dove    | 205     | 27.  |
| 1966 | I Really Don't Want to Know         | Ronnie Dove    | 208     | 22.  |
| 1967 | One More Mountain to Climb          | Ronnie Dove    | 217     | 45.  |
| 1967 | My Babe                             | Ronnie Dove    | 221     | 50.  |
| 1967 | Dancin' Out of My Heart             | Ronnie Dove    | 233     | 87.  |
| 1968 | In Some Time                        | Ronnie Dove    | 240     | 99.  |
| 1968 | Mountain of Love                    | Ronnie Dove    | 244     | 67.  |
| 1968 | Tomboy                              | Ronnie Dove    | 249     | 96.  |
| 1969 | I Don't Want to Cry                 | Ruby Winters   | 255     | 97.  |
| 1969 | I Need You Now                      | Ronnie Dove    | 260     | 93.  |
| 1969 | Guess Who                           | Ruby Winters   | 269     | 99.  |